# Aerenea flavofasciculata
Aerenea flavofasciculata är en skalbaggsart som beskrevs av Stefan von Breuning 1948. Aerenea flavofasciculata ingår i släktet Aerenea och familjen långhorningar. Inga underarter finns listade i Catalogue of Life.